# 金胸毛腿蜂鸟
，是雨燕目蜂鸟科的一种鸟类。
金胸毛腿蜂鸟体重约5.3克，翼长约73毫米，嘴峰长约20.9毫米，喙宽度约2毫米，喙厚度约1.6毫米，跗蹠长约6.6毫米，尾长约56.8毫米。金胸毛腿蜂鸟在其分布区内为留鸟，其栖息在半开放的高大树木组成的森林中，食性为草食性，主要食物来源是植物的花蜜。
金胸毛腿蜂鸟分布于哥伦比亚西南部和中部至厄瓜多尔西北部的安第斯山脉地区。该物种是单型物种，没有亚种分化。